# Белетаж
Белетаж (от френски: bel étage – красив/прекрасен етаж) или също пиано нобиле (от италиански: piano nobile – „великолепен/благороден етаж“) описва в архитектурата на барока и класицизма представителния етаж на сграда, в който са разположени балните, тържествени зали и помещения.
Предназначен е за прием на гости и провеждане на специални събития. Белетажът се отличава с височината си, фасадата, размерите на прозорците и декоративното обзавеждане в сравнение с останалите етажи. На белетажа се стига през парадно стълбище, разположено във вътрешността на сградата или извън нея.
И двете форми на термина, френската и италианската, идват от 17 век.

## Праистория
Представителна зала на горния етаж, която заема цялата дължина и ширина на сградата, какъвто е случая в двореца в Каср-ибн-Вардан (Сирия) от 564 г., е вероятно първото свидетелство за белетаж по Източното Средиземноморие, където е било типично предимно в кули и жилищни сгради. Тази находка може да се тълкува преди всичко като знак за разнообразието на дворцовото строителство през късния римски период. Във всеки случай, в римската античност не е съществувало систематично изграждане на белетажи в господарските здания.
За епохата на Ранното средновековие сред строежите на папите в Рим има писмено доказателство за представително помещение на горния етаж на една кула, построена при папа Захарий (741 – 752 г.). За строителството на отбранителни и дворцови сгради в Северна Италия през Ранното средновековие може да бъде установена последователност на римските строителни традиции.
При изследване на Франкската империя в областта на сакралното строителство трябва да се разгледа по-специално Пфалцката църква в Аахен. За разлика от двата образеца – Сан Витале и Баптистерий на православните в Равена –, в Аахен се наблюдава издигане на аркадата на по-високо ниво, което ѝ придава и по-висок ранг. Освен това на запад от Пфалцката църква за пръв път в Европа се появява т. нар. „Вестверк“ – централно помещение, издигната над входно антре, отворено към църковното помещение и обзаведено с трон. Този строителен компонент първоначално се е появил издигнат във вид на кула. Дали този компонент играе централна роля в произхода на белетажа не може да бъде доказано. Но поради факта, че висшето духовенство произхожда от благородството, такава връзка е правдоподобна.
Залата на пфалца в Падерборн вероятно е била построена върху подобен фундамент с подземие, вероятно като този на Ахенския пфалц. За византийските и ислямските територии също не могат да бъдат намерени ясни индикации за съществуването на белетажи в периода на Ранното средновековие. Дори Алхамбра в Гранада (1-вата половината на 14 век) все още е доминирана от хоризонтално-йерархична представителност.

## История
Най-старият белетаж се намира в донжона в Лош (департамент Ендър е Лоар, Франция) и датира от между 1012/13 г. и 1030/35 г. Това е четириетажна кула, чиито приземен етаж е служил като хранилище/хамбар/склад, а първият етаж над него е служил за представителни цели, а етажите по-горе са служили като жилища. Сградата спада към архитектурната разновидност „замък“, която през 9 век започва да възниква по франкските земи. Първоначалния стълбовиден начин на строеж с дървени материали започва около началото на 11 век постепенно да бъде замествана от устойчиво, масивно строителство, така че оттогава е възможно да се намери архитектурно доказателство за съществуването на белетажи. В някои региони начинът на строене на средновековния аристократичен замък с белетаж навлиза обаче със закъснение – като например в Италия, или не идва въобще – какъвто е случая с Византия.
Развитието на пиано нобиле е свързано с позиционирането и формата на стълбището. До края на Средновековието в този контекст обикновено се среща външно стълбище. Горният и долният им подиум правят възможни различни поздравителни ритуали и церемонии. Дворецът на дожите във Венеция (1484 – 1501 г.) може да бъде даден за късен пример за този вид оформяне на дизайна. Във Франция през 14 век започват да се появяват кули, позиционирани отпред основния корпус на дадената сграда, които са снабдени с стълбище с вити стълби, и този модел впоследствие се разпространява в цяла Северна Европа. Едва със строежа на замъка Шамбор стълбището се премества във вътрешността на сградата. В резултат на това, свободното положение на стълбите и възможността за двупосочно придвижване по тях позволяват изкачването и слизането по тях да бъде инсценирано. Съответните инсценировки достига своя връх в епохата на барока.
Промените в структурата на феодалното общество след въвеждането на писмена администрация и държавен апарат от чиновници водят през 15 век до промяна в стила на строене на градски дворци, вили, дворци за удоволствие и дворци за лов, като все по-често се подчертава техния приземен етаж. Палацо Медичи-Рикарди във Флоренция например олицетворява нов тип градски дворец без пиано нобиле. Особено в Италия съответно влияние оказва възвръщането към предградните вили. Ако погледнем обаче дворците в Потсдам, от друга страна, ще установим типологични различия: Дворецът Сансуси няма пиано нобиле, докато Новият дворец има. За разлика от средновековния аристократичен замък обаче, резиденциите на абсолютистките принцове са били сложни архитектурни комплекси с подчертана хоризонтална и вертикална йерархия.
В буржоазните типове сгради, които започват да се появяват от 19 век нататък, белетажът играе само незначителна роля. В многоетажните жилищни кооперации със смесени наематели от всякакви социални прослойки, най-богатите в икономически план са живели на първия етаж и той се е наричал белетаж, а колкото по-нагоре се изкачваш, толкова по-бедни хора обитавали съответните етажи. Професионалният статус и показност се преместват и проявяват в съдебни сгради, музеи, административни здания и пр., където се намират внушителни стълбища. При сградите от тип вила, главният етаж е приземния, което се отнася напълно и до бунгалото.

## Значение
Появяването на пиано нобиле на първо място може да се обясни като съчетание на кула от една страна с живот във високо издигнати сгради с обществени функции от друга страна, което през Ранното средновековие все още е било запазена привилегия само за папата и краля и е сигнализирало тяхната изключителна социална позиция. Едва когато централната деспотска власт започва да упада и да не може ефективно да се противопоставя на нашествия от вън и на военни конфликти помежду аристокрацията, възниква аристократичният замък с пиано нобиле – строителна форма, която предоставяла физическа защита и същевременно показвала високия социален статус на живущите в нея. В други географски ширини без аналог на формализираната франконска феодална система, като например във Византия, както и при японски замъци и китайски дворци, остават хоризонталните йерархични структури.
Ограниченото разпространение на белетажа единствено на територията на Западна Европа може да бъде свързано с факта, че йерархичната величина на всеки един сред хората обикновено се изразява на хоризонтално ниво, а именно чрез спазване на определено разстояние един от друг. Други фактори като големина и височина могат да способстват допълнителни предимства, но са абсолютно необходими само при определени обстоятелства. Подобна особена ситуация очевидно е преобладавала по време на възникването на средновековния аристократичен замък, докато пианото нобиле губи функцията си на осигуряване на защита през Новото време и служи само като символ на властта.
Дори при разглеждането на Древен Рим може да се види, че в римската литература и философия има вертикална метафоричност по отношение на социалния статус, която няма еквивалент в архитектурата. Що се отнася до белетажа, е характерно, че приземният етаж отдолу по принцип ни най-малко не е бил предназначен за по-нисшите съсловия; владетелят заедно с целия свой административен апарат се е срещал с посетителя/госта си на белетажа на същото равнище. Следователно белетажът не бива да се разбира като огледало на изграденото от съсловия средновековно общество.